# Zielona Góra (gmina)
Pour les articles homonymes, voir Zielona Góra.
Zielona Góra est une gmina (commune) rurale (gmina wiejska) de la powiat de Zielona Góra, dans la Voïvodie de Lubusz, dans l'ouest de la Pologne.
Son siège administratif (chef-lieu) est la ville de Zielona Góra, bien qu'elle ne fasse pas partie du territoire de la gmina, et qui est également le siège de la powiat et de la diétine régionale). Zielona Góra se situe à environ 113 kilomètres au sud de Gorzów Wielkopolski (capitale de la voïvodie).
La gmina couvre une superficie de 220,45 kilomètres carrés pour une population de 16 238 habitants en 2006.

## Histoire
De 1975 à 1998, la gmina est attachée administrativement à la voïvodie de Zielona Góra.

Depuis 1999, elle fait partie de la voïvodie de Lubusz.

## Géographie
La gmina inclut les villages et localités de :

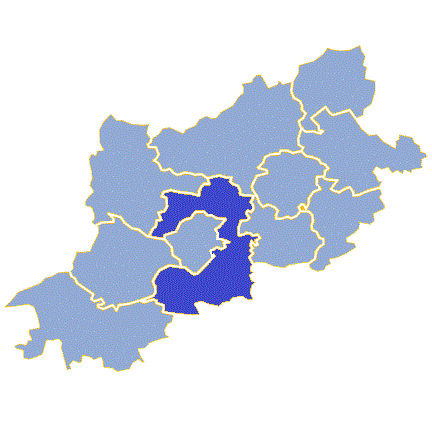
Plan de la gmina

- Barcikowice
- Barcikowiczki
- Drzonków
- Jany
- Jarogniewice
- Jeleniów
- Kiełpin
- Krępa
- Krępa Mała
- Łężyca
- Ługowo
- Nowy Kisielin
- Ochla
- Przydroże
- Przylep
- Racula
- Stary Kisielin
- Stożne
- Sucha
- Zatonie
- Zawada

### Gminy voisines
La gmina de Zielona Góra est voisine de:

la ville de:
- Zielona Góra

et des gminy suivantes :
- Czerwieńsk
- Kożuchów
- Nowogród Bobrzański
- Otyń
- Sulechów
- Świdnica
- Trzebiechów
- Zabór

## Structure du terrain
D'après les données de 2002, la superficie de la commune de Zielona Góra est de 220,45 kilomètres carrés, répartis comme telle :
- terres agricoles : 34%
- forêts : 55%

La commune représente 14,04% de la superficie du powiat.

## Démographie
Données du 30 juin 2004:
| Description        | Total  | Total | Femmes | Femmes | Hommes | Hommes |
| ------------------ | ------ | ----- | ------ | ------ | ------ | ------ |
| Unité              | Nombre | %     | Nombre | %      | Nombre | %      |
| Population         | 15 834 | 100   | 7 986  | 50,4   | 7 848  | 49,6   |
| Densité (hab./km²) | 71,8   | 71,8  | 36,2   | 36,2   | 35,6   | 35,6   |